# Ivica Vulič
Ivica Vulič, slovenski nogometaš, * 27. december 1973.
Vulič je večji del kariere igral v slovenski ligi za kluba Gorica in Primorje. Skupno je v prvi slovenski ligi odigral 230 prvenstvenih tekem in dosegel 49 golov. Eno sezono je odigral tudi za Tirol Innsbruck v avstrijski ligi.
Za slovensko reprezentanco je nastopil 10. novembra 1996 na kvalifikacijski tekmi proti bosansko-hercegovski reprezentanci.
Za mlado reprezentanco Slovenije do 21 let je odigral 9 tekem in dosegel 6 zadetkov. Igral je tudi na prvi kvalifikacijski tekmi reprezentance do 21 let za evropsko prvenstvo. To je bila sploh prva kvalifikacijska tekma mlade reprezentance v samostojni državi Sloveniji. Tekma je bila odigrana 08.09.1994 v Novi Gorici proti Italiji (izid tekme 1:1). Za Italijo so takrat igrali sami bodoči zvezdniki svetovnega nogometa Del Piero, Vieri, Cannavaro, Inzaghi in ostali.